# Rando Paršić
Bertrand Rando (Drago) Paršić (Sveta Nedjelja (Hvar), 1. studenoga 1912. – Korčula, 11. listopada 2004.), hrvatski dominikanac, politički uznik, žrtva jugokomunističkih progona, prevoditelj, pisac i teolog te crkveni nakladnik.

## Životopis
Rođen je 1912. godine. Svećeničkim putem pošao je Rando, njegov brat don Juraj (Zore) i bratić o. Zlatan Plenković.
Rado je propovijedao i u ljetopis korčulanskog dominikanskog samostana bilježio interna događanja, te nadasve sažimao ključne crkvene i nacionalne događaje, što je rezultiralo s nekoliko tisuća stranica teksta.
3. lipnja 1940. došao je u splitski dominikanski samostan, a već 9. rujna premješten je u Bol na Braču. Od jugokomunističkih progona trpio je još od početka drugog svjetskog rata. Već tad su komunisti "popravljali" ljude. Nasilan ideološki preodgoj upravljen je bio prema svim slojevima, pa i prema nedovoljno revnom članstvu. Rando Paršić je bio među onima koje su jugokomunisti zauzetije preodgajali. Zamjerio im se još 1941. godine. Bilo je to na Braču kad je kao odgojitelj branio učenike iz sjemeništa i konvikta od njihova napada kada su na obali pjevali rodoljubne pjesme. Iskoristili su prvu prigodu za osvetu Paršiću. Iz ratnih vremena ističe se sjećanje na 28. studenoga 1943. kad je Rando držao sv. misu u Gružu. Srećom je preživio, jer je zbog lijepog vremena odlučio ne propovijedati u crkvi Sv. Križa radi toga da puk malo uživa na suncu. Netom po završenoj misi, pojavili su se engleski zrakoplovi koji su u bombardiranju bombardirali i tu crkvu Sv. Križa. Zrakoplovi Ujedinjenog Kraljevstva bombardirali su hotel Petku gdje se nalazio stožer njemačke vojske i pri tome i obližnju crkvu Sv. Križa.
Jugoslavenske komunističke vlasti nekoliko su ga puta natjerale u progonstvo. Listopada 1944. prvi je put uhićen. To je bilo kad su jugokomunisti ušli u Dubrovnik 18. listopada 1944. godine. Tad su odmah počeli nemilosrdno trijebiti zatečene prema već davno prije pripremljenim popisima, ubijajući bez suda i suđenja, što je zasmetalo i Saveznicima, kako je izjavio moćnik Ante Jurjević Baja. Rando je bio tad uhićen. Uslijedile su godine saslušanja, zatvaranja i raznih ponižavanja. Utamničen je u Dubrovniku i Korčuli a studenoga iste godine pušten je na slobodu. 1. lipnja 1945. opet je uhićen, noću u ruševinama samostana Sv. Križa, u Gružu. Bio je fizički i psihički maltretiran. 18. lipnja 1945. nakon danonoćnih ispitivanja, gladovanja i samicâ odveden je na suđenje s grupom okrivljenika (gostioničar Pero Mihaljević, Vinko Filičić, dvije djevojke) u kojoj je bio i njegov subrat dr. o. Dominik Barač kao glavnooptuženi. Optužnica ga je sarkastično optuživala za pisanje letaka u kojima se pozivalo narod na bojkot proslave sv. Vlaha, zatim za huškanje naroda te za podržavanje vođe 'škripara' Petra Bakića. Paršić je za razliku od Barača prošao bolje. Barač je osuđen na smrt strijeljanjem i trajan gubitak građanskih prava zbog izmišljene protunarodne i terorističke aktivnosti. Paršića je sud osudio također zbog izmišljenih stvari u optužnici te ga osudio na četiri godine robije i pet godina gubitka građanskih prava. Vinko Filičić osuđen je na robiju i gubitak građanskih prava. U presudi je Paršić okrivljen da je znao za tu Baračevu "protunarodnu aktivnost, ali ju nije prijavio vlastima". Kao i Barač prebačen je u Trogir. Barač je ondje strijeljan, a Paršić je odveden u kaznionicu u Staroj Gradišci gdje je robijao do 10. veljače 1948. godine. Morao je trpiti svakakva ponižavanja. S drugima je ondje morao rušiti crkvu. Zatvorska je uprava građu od srušene crkve iskoristila za gradnju kino dvorane.
Nakon izlaska na slobodu, radio je u pastoralu u Resniku. Novi progon uslijedio je 1957. godine. Od početka srpnja do konca studenoga 1957. poslan je na robiju na zloglasni Goli otok.
Aktivan i na nakladničkom polju. Godine 1969. u samostanu sv. Nikole na Korčuli pokrenuo je novu nakladu "Izvori istine", poslije poznatu po izdavanju knjiga propovjedničkog sadržaja, naročito propovjedničke revije "Homilije".
Svoja sjećanja na robiju zaključio je riječima u autobiografskoj knjizi: “Već sam više puta rekao da svoje progonitelje i mučitelje neću prozivati niti prstom prokazivati. Njihovu nečovječnost prepuštam Božjem smilovanju!” (str. 122).
Nije zaboravio svoje supatnike s teških robijaških dana, posebice svećenike te u autobiografiji prisjeća se svećenika Iva Bjelokosića, Mihovila Kolarića, Pavla Pašićeka, Mihovila Kanotija, Ivana Perhača te franjevaca Leonarda Bajića, Milana Šetke, Petra Grabića, Krste Kržanića, Metoda Latinca, Bernarda Medvida, Benka Tulića, Bone Miroševića i drugih. U autobiografiji je naveo jedanaest tamnica Titovog režima. Autobiografsku knjigu nije htio sastaviti, samozatajno braneći stav da njegovo iskustvo nije vrijedno isticati među tisućama još većih. Knjigu je napisao na nagovor drugih. Dočekao je pad komunizma. U uzničkom mu je kartonu stajala riječ kojom ga je režim obilježio: nepopravljiv.
Kao svećenik došao je do dijamantnog jubileja svećeništva. Veći dio svog života proveo je u dominikanskom samostanu u Korčuli. Prema sjećanu hrvatskog akademskog slikara Josipa Botterija Dinija u intervjuu za Slobodnu Dalmaciju, Paršić je bio duhovni uzor klapskom pedagogu Ljubi Stipišiću Delmati, dok je Stipišiću sklonost prema glazbi i sakralnoj baštini poticao njegov rođak fr. Zlatan Plenković, također dominikanac i glazbenik.

## Djela
- Zabranjeno sjećanje, autobiografija, Dominikanski samostan sv. Nikole u Korčuli, 2011. pogovor o. Anto Bobaš, ur. Frano Prcela

## Vanjske poveznice
- Dubrovački list Rando Paršić
- DominikanciHR - YouTube Promocija knjige Zabranjeno sjećanje o pateru Randu OP
- Dr. fra Petar Bezina - popis osobnih imena iz knjige PROGONI  Arhivirana inačica izvorne stranice od 23. srpnja 2006. (Wayback Machine) Parsic, fr. Bertrand (Rando)